# Nikolaï Knipovitch
Nikolaï Mikhaïlovitch Knipovitch (en russe : Николай Михайлович Книпович, transcription anglaise Knipovich), né le 6 avril 1862 à Sveaborg et mort le 23 février 1939 à Leningrad, est un explorateur, ichtyologue, biologiste marin et océanographe russe.

## Biographie
Knipovitch est diplômé de l'Université impériale de Saint-Pétersbourg en 1886 et soutient sa thèse de maîtrise « Matériaux pour l'étude de l'Ascothoracida (en) » en 1892. Il est élu professeur adjoint de l'Université en 1893.
De 1894 à 1921, il travaille au Musée zoologique de l'Académie des sciences de Saint-Pétersbourg. Il devient ensuite professeur de biologie et de zoologie au premier institut médical pour femmes (aujourd'hui Université médicale d'État de Saint-Pétersbourg) en 1911, continuant à occuper ce poste jusqu'en 1930.
Il devient membre honoraire de l'Académie des sciences de l'URSS en 1935.

### Expéditions
Knipovitch a organisé et dirigé l'expédition scientifique à Mourmansk à partir d'un emplacement sur la côte de Mourmansk de la mer de Barents entre 1898 et 1901, qui a marqué le début de l'étude systématique des ressources biologiques de la région. Un navire de recherche marine moderne et spécial, le bateau à vapeur Saint André, est construit pour l'expédition et, en mai 1900, Knipovitch dirige, en compagnie de Leonid Breitfuss, une expédition pour entreprendre des observations hydrographiques et biologiques le long des côtes de la péninsule de Kola, de la côte de Mourmansk jusqu'à 73°00'N. Il dresse ensuite, à l'automne 1901, une carte des courants basée sur les données recueillies sur la température et la salinité de l'eau et identifie plusieurs cours d'eau chauds. En 1902, il est le premier à tirer une conclusion sur une relation entre la répartition et la migration des poissons dans la mer de Barents et les courants chauds. À partir du Saint Andrew et d'un autre navire, le Pomor, des observations hydrographiques ont été réalisées dans plus de 1 500 stations et des études biologiques dans environ 2 000.
Il mène ensuite des expéditions vers la mer Caspienne (1886, 1904, 1912-1913, 1914-1915, 1931-1932), la mer Baltique (1902) et la mer Noire (1922-1927). Sa demande de mener une expédition scientifique et halieutique dans la mer d'Azov et de sécuriser le navire Besstrachny a été approuvée personnellement par Lénine.
Knipovich est aussi largement impliqué dans la collaboration internationale. En 1901, il assiste à la deuxième conférence du Conseil international pour l'exploration de la mer à Christiania et est élu l'un des vice-présidents du Conseil. Entre 1926 et 1927, il est l'un des principaux partisans de la coopération germano-soviétique dans les études sur la mer de Barents et est fortement impliqué dans la Commission polaire de l'Académie des sciences de l'URSS.

## Publications
Knipovich est l'auteur de nombreuses monographies sur l'hydrologie et la pêche dans l'océan Arctique, la mer de Barents, la mer Caspienne, la mer d'Azov et la mer Noire, ainsi que de nombreuses études sur la taxonomie et l'écologie des invertébrés marins (mollusques et balanes parasites) et sur l'histoire géologique des mers du nord.
- Materials for the study of Ascothoracida (Materialy k poznaniiu gruppy Ascothoracida), St. Petersburg, Tip. V. Demakova, 1892, 155 p. (lire en ligne)
- Expedition for Research and Fisheries Investigations at the Murman Coast (1898-1990), 1902, 605 p.
- Principles of Hydrology in the European Arctic Ocean, St. Petersburg, Tip. M.M. Stasyulevich, 1906, 1518 p.
- Hydrological Explorations in the Caspian Sea, Petrograd, 1914–15
- Identification guide of the fishes of the Black and Azov Seas (Opredelitel Ryb Chernogo i Azovskogo morei), Moscow, 1923, 144 p.

## Honneurs et distinctions
- À l'occasion de son 100e anniversaire, une rue est renommée en son honneur à Mourmansk, en Russie[6].
- La dorsale médio-atlantique dite crête de Knipovich (entre le Groenland et le Spitzberg) porte son nom[10].
- Une baie de l'Arctique, au nord de Taimyr, porte son nom[11].
- Un cap  de la Terre François-Joseph a été nommé en son honneur[12].
- Divers navires portent son nom dont le voilier Nikolay Knipovich, à bord duquel des observations océanographiques régulières ont été effectuées entre 1928 et 1941 sur la « Section Kola »[4], et le R/V « Akademik Knipovich », un navire de recherche russe, qui a collecté entre 1965 et 1967[3],[13].
- L'Institut de recherche polaire Knipovich sur les pêches marines et l'océanographie (PINRO) porte son nom depuis 1935.
- Membre honoraire de l'Académie des sciences de l'URSS, 1935.

### Taxons nommés d'après Knipovitch
Genres
- Knipowitschia Iljin, 1927, un genre de poissons de la famille des Gobiidae[14]
- Knipowitschiatrema Issaitschikov, 1927 (accepté comme Galactosomum Looss 1899), un genre de trématodes.

Espèces
- Akerogammarus knipowitschi Derzhavin & Pjatakova, 1967 (crustacé amphipode)
- Alosa caspia knipowitschi (Iljin, 1927) (poisson de la famille des Clupeidae)
- Anabaena knipowitschii Usachev, 1927 = Anabaenopsis knipowitschii (Usachev) Komárek, 2005 (cyanobactérie)
- Anonyx knipowitschi Gurjanova, 1962 (crustacé amphipode)
- Careproctus knipowitschi Chernova, 2005 (poisson de la famille des Liparidae)
- Caspia knipowitchi Makarov, 1938 (mollusque gastéropode)
- Caspicola knipovitschi Derzhavin, 1944 (crustacé amphipode)
- Caspiomysis knipowitschi G.O. Sars, 1907 (crustacé de la famille des Mysidae)
- Chasarocuma knipowitchi Derzhavin, 1912 (crustacé de l'ordre des Cumacea)
- Dyopedos knipowitschi (Gurjanova, 1933) (crustacé amphipode)
- Filippovia knipovitchi (Filippova, 1972) (mollusque céphalopode)
- Gieysztoria knipovici (Beklemischev, 1953) (turbellarian)
- Limnocletodes knipowitschi (G.O. Sars, 1927) (crustacé copépode)
- Lumbrineris knipovichana Orenzanz, 1973 (polychète)
- Monodacna knipowitschi (Logvinenko & Starobogatov, 1966) (mollusque bivalve)
- Peridinium knipowitschii Ussatschew (dinoflagellé)
- Sarritor knipowitschi Lindberg & Andriashev, 1937 (poisson de la famille des Agonidae)